# اوگوشو (دوره ادو)
اوگوشو (به ژاپنی: 大御所 おおごしょ) عنوانی احترام آمیزی است که در دوره ادو به شوگون بازنشسته داده می‌شد. در سال ۱۶۰۵ توکوگاوا ایه‌یاسو به‌طور رسمی مقام خود را به پسرش توکوگاوا هیده‌تادا تفویض کرد و از آن پس از او به عنوان اوگوشو از او نامبرده می‌شد.